# Mariano Moreno García
Mariano Anastasio Moreno García OSA (* 7. September 1938 in Milagros, Kastilien und León; † 16. August 2023 in Madrid) war ein spanischer römisch-katholischer Ordensgeistlicher und Prälat von Cafayate in Argentinien.

## Leben
Mariano Moreno García besuchte die Grundschule in Milagros und ab 1950 die Apostolische Schule San Agustín in Palencia. Anschließend trat er der Ordensgemeinschaft der Augustiner bei und wurde am 26. Juli 1957 eingekleidet. Am 27. Juli 1958 legte er die zeitliche und am 27. Juli 1961 im Konvent Santa María de la Vid in La Vid die ewige Profess ab. Moreno García studierte Philosophie und Katholische Theologie am ordenseigenen Priesterseminar in Palencia. Ferner erwarb er an der Universität Salamanca ein Lizenziat im Fach Pädagogik. Der Erzbischof von Oviedo, Vicente Enrique y Tarancón, spendete ihm am 9. Juli 1964 in León das Sakrament der Priesterweihe.
Moreno García war von 1969 bis 1978 als Professenmeister tätig. Ab 1977 fungierte er zudem als Subregens des ordenseigenen Priesterseminars in Palencia und als Provinzialrat der spanischen Ordensprovinz Santísimo Nombre de Jesús der Augustiner sowie ab 1979 auch als Sekretär der Ordensprovinz, bevor er 1983 Provinzialprior wurde. Von 1992 bis 1996 war er Prior des Klosters Santa María de la Vid. Anschließend wurde Moreno García nach Argentinien entsandt, wo er zunächst als Regionalvikar der Territorialprälatur Cafayate wirkte. Ab 2002 war er Pfarrer der Kathedrale Nuestra Señora del Rosario in Cafayate und Diözesanökonom. Darüber hinaus gehörte er dem Konsultorenkollegium an und beriet den Regionalvikar.
Papst Benedikt XVI. ernannte ihn am 17. November 2007 zum Prälaten von Cafayate. Die Bischofsweihe spendete ihm der Apostolische Nuntius in Argentinien, Erzbischof Adriano Bernardini, am 9. März des folgenden Jahres in der Kathedrale Nuestra Señora del Rosario in Cafayate; Mitkonsekratoren waren Mario Antonio Cargnello, Erzbischof von Salta, und Cipriano García Fernández OSA, emeritierter Prälat von Cafayate. Sein Wahlspruch Para que todos sean uno („Damit alle eins seien“) stammt aus Joh 17,22 .
Papst Franziskus nahm am 10. Februar 2014 sein altersbedingtes Rücktrittsgesuch an. In der Argentinischen Bischofskonferenz gehörte Moreno García von 2014 bis 2017 der Kommission für Migration und Tourismus an. Er kehrte 2017 nach Spanien zurück und starb im August 2023 im Alter von 84 Jahren im Hospital de La Moncloa in Madrid.